# Kōhei Shimizu
Kōhei Shimizu (清水 航平?, Shimizu Kōhei; Munakata, 30 aprile 1989) è un ex calciatore giapponese, di ruolo centrocampista o attaccante.

## Caratteristiche tecniche
Ricopre il ruolo di ala e può giocare su entrambe le fasce.

## Carriera
Prodotto dell'Università Tokai, debutta con i professionisti nel 2008 con la maglia del Sanfrecce Hiroshima, squadra della J2 League, e già alla prima stagione ottiene la promozione in J1 League con i viola. Spesso relegato in panchina, a partire dal 2012 inizia ad essere impiegato con più continuità e a ripagare la fiducia dell'allenatore Afshin Ghotbi.
Dopo aver collezionato 132 presenze e 7 reti in campionato, nella stagione 2017 passa in prestito ai rivali dello Shimizu S-Pulse. Agli inizi del 2018 è acquistato a titolo definitivo dai bianco-arancioni.

## Palmarès

### Club

#### Competizioni nazionali
- J2 League: 1

Sanfrecce Hiroshima: 2008
- Campionato giapponese: 3

Sanfrecce Hiroshima: 2012, 2013, 2015
- Supercoppa del Giappone: 3

Sanfrecce Hiroshima: 2013, 2014, 2016